# Mallochianamyia vexans
Mallochianamyia vexans är en tvåvingeart som beskrevs av Wheeler 2000. Mallochianamyia vexans ingår i släktet Mallochianamyia och familjen markflugor. Inga underarter finns listade i Catalogue of Life.